# Oberschwand (Gemeinde Pöndorf)
Oberschwand ist eine Ortschaft und eine Katastralgemeinde in Pöndorf in Oberösterreich und grenzt an das Nachbarland Salzburg. Der Ort liegt etwas abgetrennt zur B1. Die Ortschaft  hat 21 Einwohner (Stand 1. Jänner 2024).
Dadurch, dass Oberschwand zu Pöndorf gehört, hat es die Postleitzahl 4891.
Oberschwand liegt mitten im Hausruck-und-Kobernaußerwald-Gebiet. Straßwalchen (Nachbarbundesland Salzburg) ist der Nachbarort und kann über die B1 erreicht werden. Für einen öffentlichen Verkehrsanschluss (Bus) kann man eine Ortschaft weiter nach Haberpoint (an der B1) und für eine Zugverbindung nach Volkerding. Dort fährt im Stundentakt eine S-Bahn von Linz nach Freilassing/Bad Reichenhall über Pöndorf und umgekehrt.
Angrenzende Ortschaften/Gemeinden zu Oberschwand/Pöndorf:
- NW   * St. Johann am Walde
- N   * Lohnsburg am Kobernaußerwald
- NO  * Fornach
- O  * Frankenmarkt
- SO  * Weißenkirchen im Attergau
- SW  * Straßwalchen
- W  * Lengau